# Тирана (река)
Тирана (алб. Lumi i Tiranës) — река в Европе, протекает на территории Албании. Её исток находится в горах к северо-востоку от столицы Албании Тираны. Протекает по северной части Тираны и является основной водной артерией этого города.

## Описание
Река Тирана берёт начало из ручьев текущих с горы Дайти. Протекая на юго-запад, проходит через северную часть города Тирана и поворачивает затем на северо-запад. Крупнейшим притоком Тираны является река Лана. Тирана впадает в реку Ишми.
Река очень загрязнена городскими стоками, отсутствие инфраструктуры обслуживания позволило отходам течь в реку, что снижает качество питьевой воды и привело к исчезновению некоторых видов животных и рыб. Загрязнение нитратами в 13 раз превышают нормы стран ЕС.